# Kelumapusaura
Kelumapusaura („ještěr z rudé země“) byl rod hadrosauridního býložravého dinosaura, žijícího v období pozdní křídy (geologický věk pozdní kampán až raný maastricht, před asi 73 až 69 miliony let) na území dnešní Argentiny.

## Objev a popis
Fosilie tohoto hadrosaurida v podobě hromadného nálezu mnoha kosterních exemplářů v sedimentech geologického souvrství Allen byly formálně popsány v únoru roku 2022. Typovým a jediným známým druhem je K. machi. Jednalo se o středně velkého zástupce podčeledi Saurolophinae, dosahujícího délky v rozpětí 8 a 9 metrů. Tento taxon byl formálně popsán s dalším novým druhem saurolofinního hadrosaurida, kterým je Huallasaurus australis.
Dalšími příbuznými rody jsou například taxony Kritosaurus, Secernosaurus a Gryposaurus.